# Fasnia
Fasnia település Spanyolországban, Santa Cruz de Tenerife tartományban. Fasnia Güímar, La Orotava és Arico községekkel határos. Lakosainak száma 3066 fő (2024).

## Népesség
A település népessége az elmúlt években az alábbi módon változott:
| Lakosok száma | 2606 | 2704 | 2708 | 2774 | 2963 | 2846 | 2743 | 2786 | 2849 | 3066 |
|               | 2001 | 2004 | 2007 | 2009 | 2012 | 2014 | 2017 | 2019 | 2022 | 2024 |